# CIRCa
Pour les articles homonymes, voir Circa (homonymie).
 (juillet 2012).

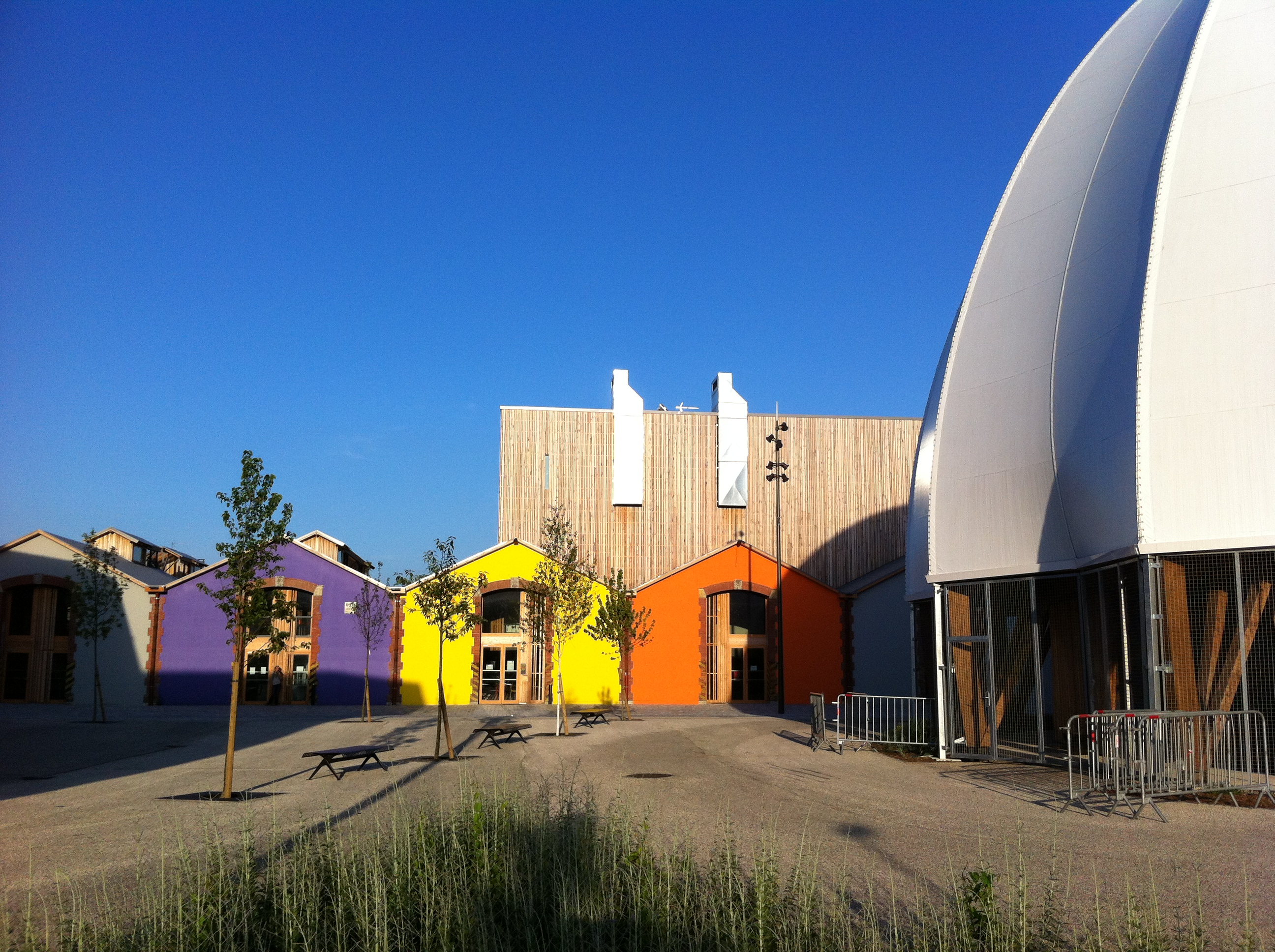

CIRCa est un pôle national cirque situé à Auch (Gers). Dénommé CIRCUITS de 2001 à 2011, ce pôle est géré par une association loi de 1901, également chargée de la programmation des saisons culturelles auscitaines et de l'organisation du Festival Circa se déroulant tous les ans au cours des vacances de Toussaint. Le pôle dispose depuis août 2012 d'un site consacré à la création circassienne, le « CIRC ».

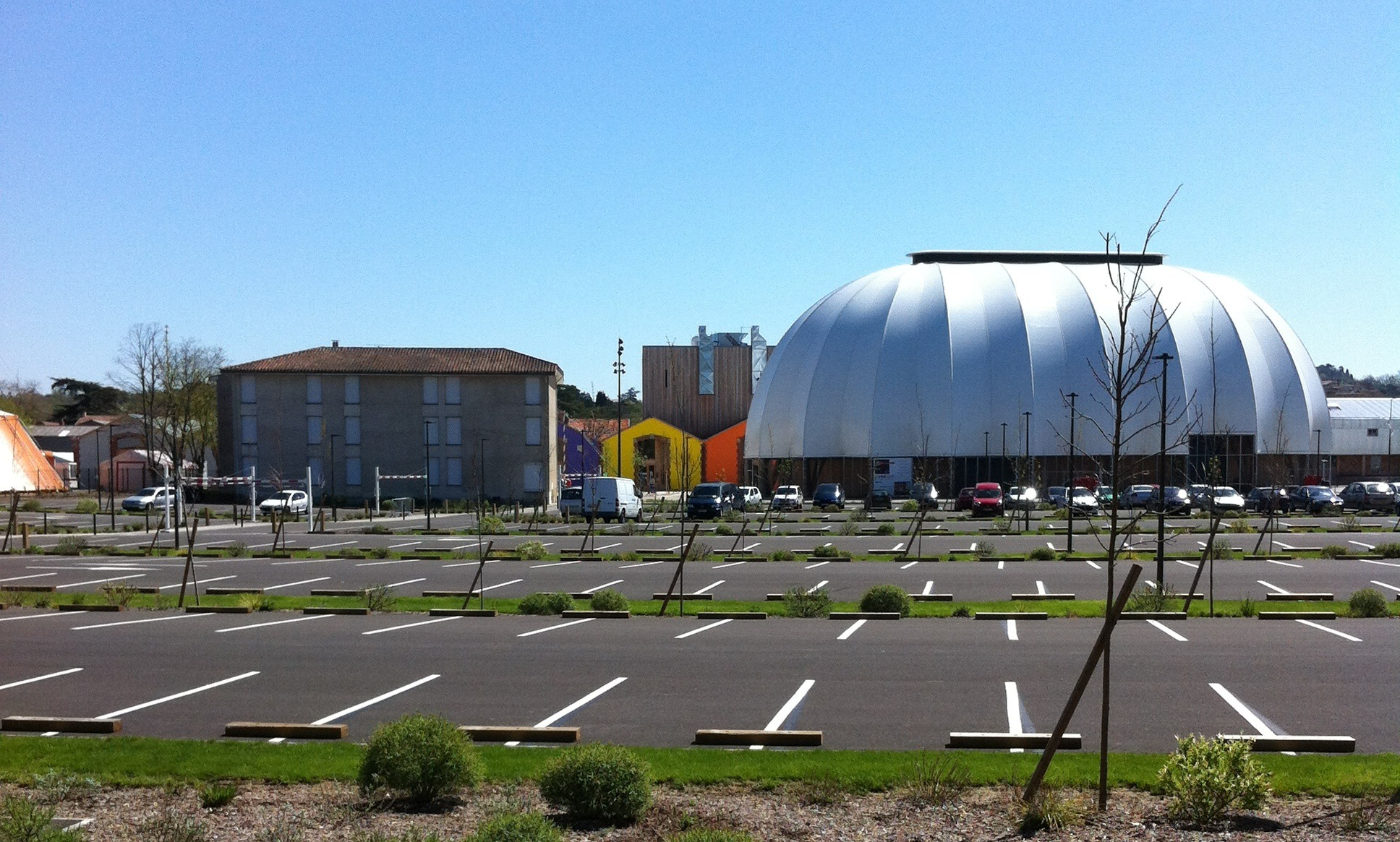
Le CIRC et le Dôme de Gascogne en 2013 à Auch.
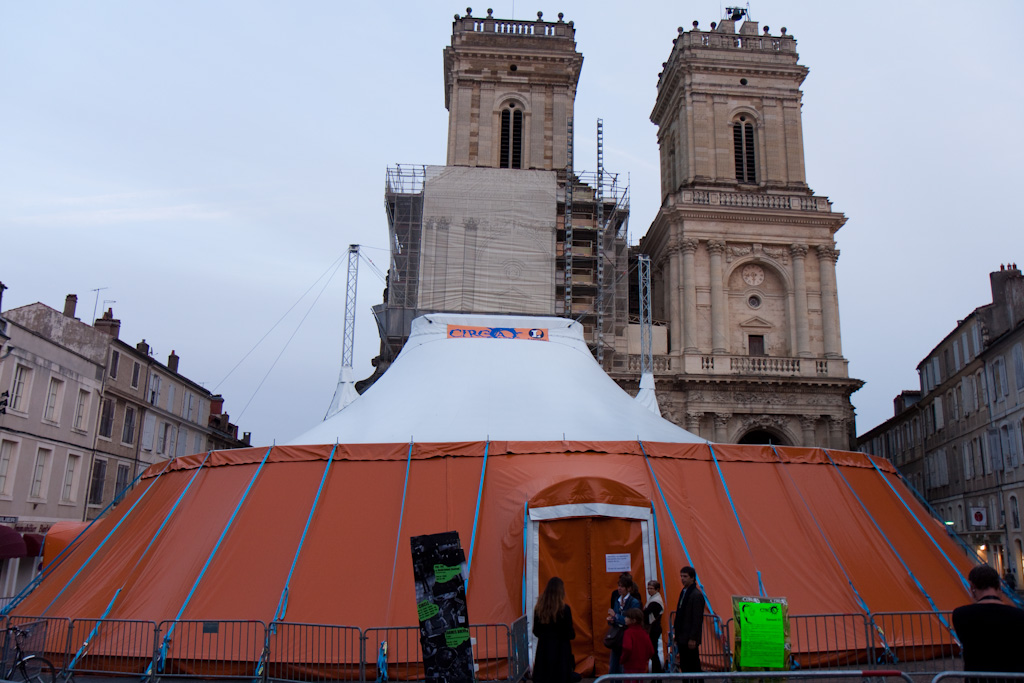
L'un des chapiteaux du festival Circa à Auch en 2009.

## Le CIRC
Le CIRC (Centre d'Innovation et de Recherche Circassienne) est composé d'un chapiteau permanent (le « Dôme de Gascogne ») offrant plusieurs possibilités de disposition allant de 400 à 800 places, une salle de répétition de 20x24m destinée à l'accueil de résidences, les bureaux de CIRCa et des hébergements d'artistes, six appartements, ainsi qu'un espace chapiteaux, le tout situé dans les écuries de l'ancienne caserne d'Auch, dite Caserne Espagne.